# Meketibolodon
Meketibolodon is een geslacht van uitgestorven zoogdieren uit Camadas de Guimarota van Guimarota uit het Laat-Jura (Kimmeridgien) van Portugal. Het was een relatief vroeg lid van de orde Multituberculata, onderorde Plagiaulacida, familie Paulchoffatiidae. 

## Naamgeving
In 1078  benoemde Gerhard Hahn een Pseudobolodon robustus, de 'zwaargebouwde'. Een apart geslacht Meketibolodon werd in 1993 door G. Hahn benoemd. De naam betekent 'niet langer Bolodon', vanuit het Grieks mēkéti (μηκέτι), 'niet meer'. Het holotype is V. J. 408-155, een rechteronderkaak uit de bruinkoolmijn van Guimarota. Acht andere onderkaken zijn toegewezen.

## Beschrijving
Meketibolodon onderscheidt zich van de andere geslachten van de Paulchoffatiidae door twee kenmerken: de tandenrij is significant bolvormig naar boven gekromd en het corpus mandibulae heeft schuine randen aan de onderkant (Hahn en Hahn 1998). De snijtanden zijn sterker gekromd dan het geval is bij Paulchoffatia en de wortel is langer. Het corpus mandibulae is even massief als die bij Paulchoffatia (Hahn en Hahn 2000, p. 105). Het corpus mandibulae is het deel van de onderkaak onder de tandenrij.